# Bohuslavice u Zlína
Pour les articles homonymes, voir Bohuslavice.
Bohuslavice u Zlína (en allemand : Bohuslawitz) est une commune du district et de la région de Zlín, en Tchéquie. Sa population s'élevait à 774 habitants en 2020.

## Nom
Bohuslavice u Zlína s'appela Bohuslavice puis, de 1960 à 1990, Bohuslavice u Gottwaldova ; en allemand : Bohuslawitz, précédemment : Buslawitz.

## Géographie
Bohuslavice u Zlína se trouve à 8 km au sud-sud-ouest de Zlín, à 76 km à l'est de Brno et à 253 km au sud-est de Prague.
La commune est limitée par Zlín et Březnice au nord, par Doubravy à l'est et au sud-est, par Zlámanec au sud, par Březolupy et Šarovy au sud-ouest, et par Lhota à l'ouest.

## Histoire
La première mention écrite de la localité remonte à 1362.

## Galerie

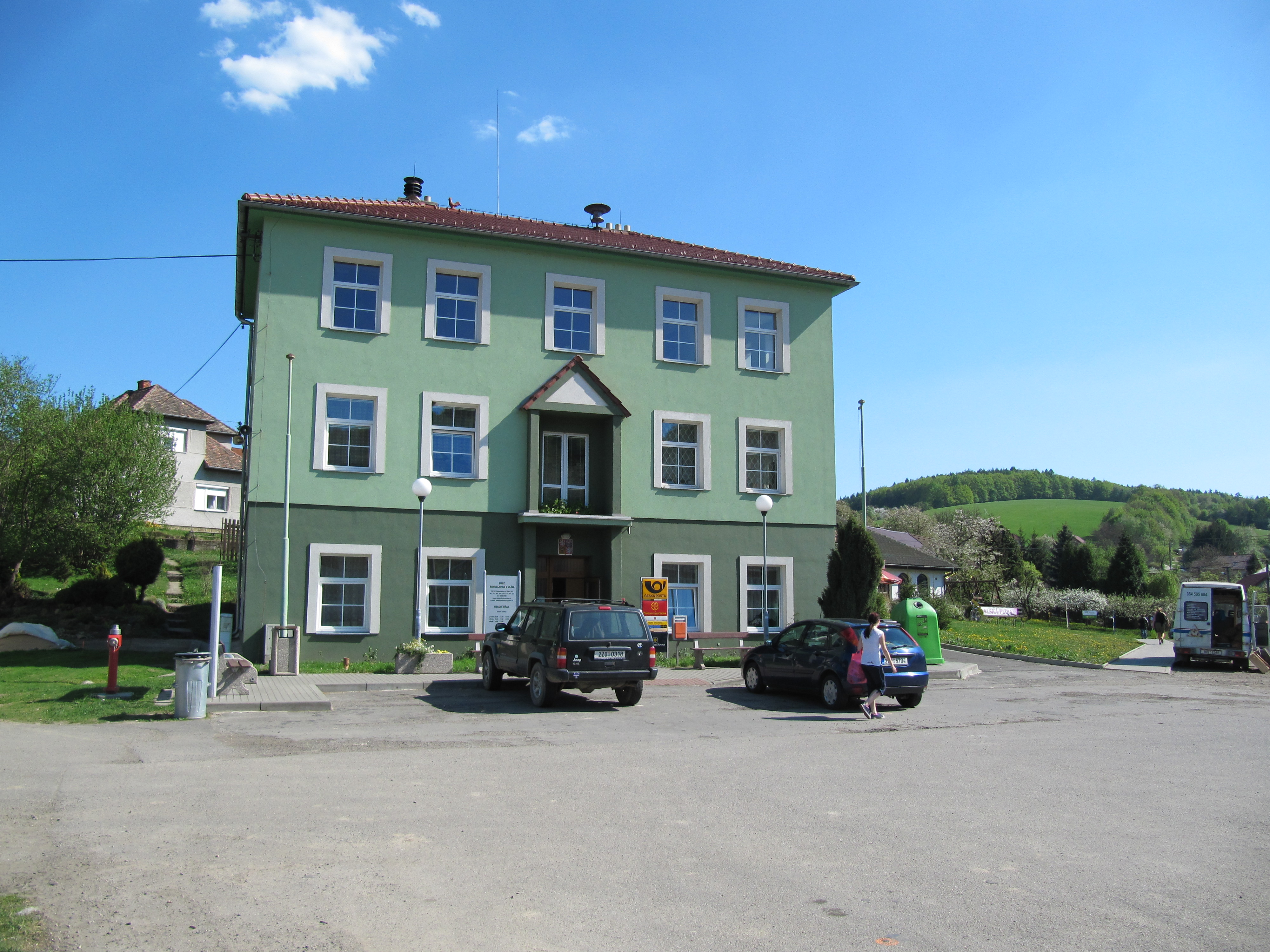
Mairie.
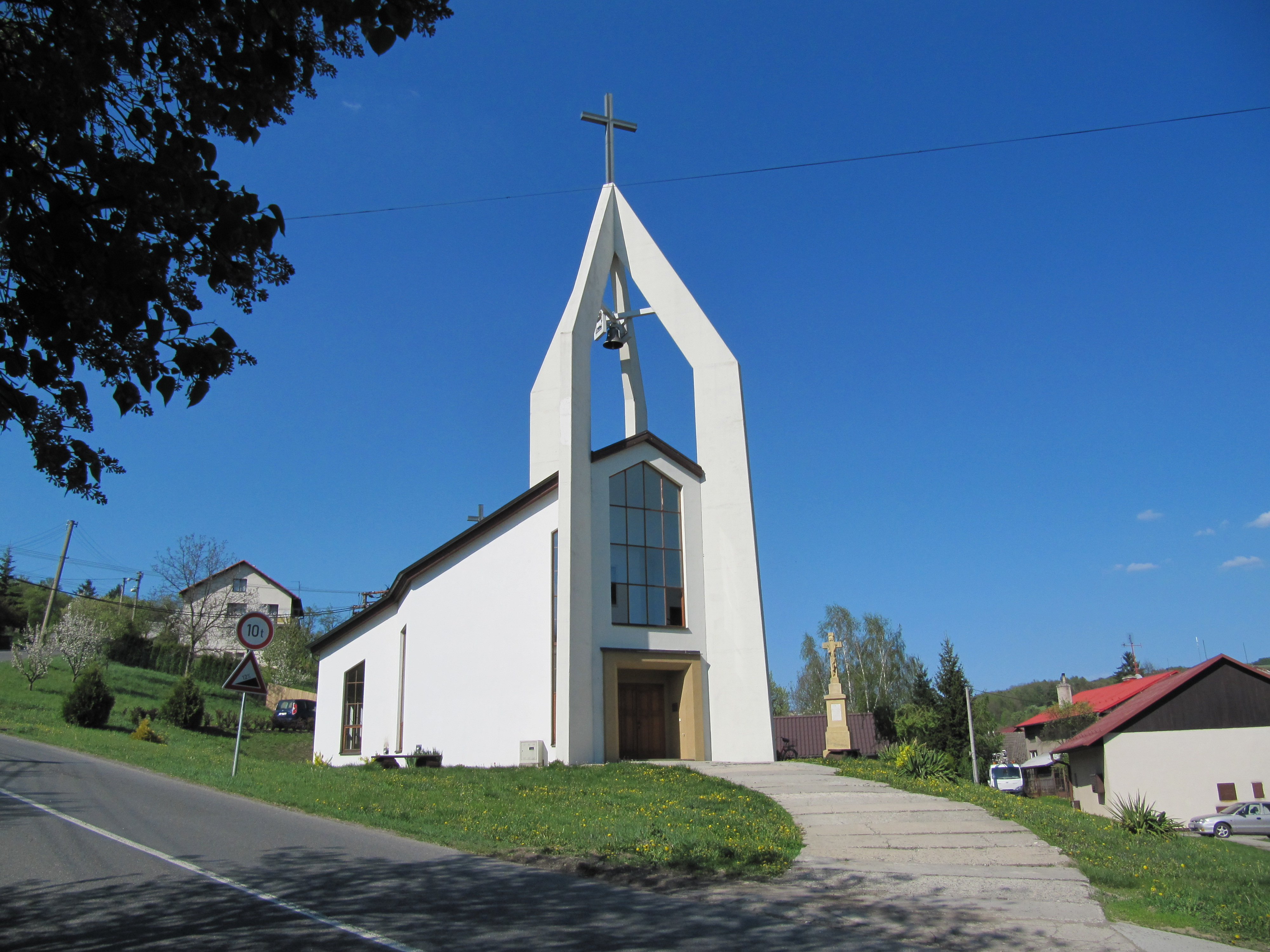
Chapelle.

## Transports
Par la route, Bohuslavice u Zlína se trouve à 9 km de Zlín, à 91 km de Brno et à 303 km de Prague.